# Калви (Савона)
Калви је насеље у Италији у округу Савона, региону Лигурија.
Према процени из 2011. у насељу је живело 52 становника. Насеље се налази на надморској висини од 188 м.